# Joaquín García de Antonio
Joaquín García de Antonio (Anna, provincia de Valencia; 1710-Las Palmas, 15 de septiembre de 1779) es considerado como una de las figuras más relevantes de la música barroca de España.

## Su infancia en Anna
Era hijo de Antonio García y de Josepha Sanchiz, ambos naturales de la localidad. Su madre desaparece de su vida al poco de su nacimiento, y tras este hecho, en 1712, su padre contrae nuevo matrimonio con Francisca Gil, cuando Joaquín contaba apenas con dos años de edad; de este nuevo matrimonio nació una hermana: Mariana García. 
Antonio García, el padre, fallece, probablemente durante el año 1756, en Anna, donde residió a lo largo de su vida y donde asumió cargos de notable representación pública ya que ejerció como regidor municipal en los años 1712, 1719, 1723 y como alcalde en 1715; la única referencia documental que podría situar la presencia de Antonio y a su segunda esposa, Francisca, en Enguera, es una anotación en el padrón de riqueza de 1758, de esa población, en la que figura censada la viuda de Antonio García, sin adjudicarle propiedades o vivienda alguna; por lo que tras el fallecimiento de Antonio podemos suponer que Francisca, pasaba temporadas con alguno de los parientes de su marido en Enguera.
Fallecida Josepha, su primera esposa y madre de Joaquín, Antonio queda a cargo de un bebé, y tiene, por condicionamientos personales, que contraer matrimonio de forma apresurada, y lo hace con Francisca Gil una mujer no del pueblo o de su entorno habitual, sino de la zona de Ribarroja, o de Cuart de Poblet, donde los padres de Francisca tenían las propiedades que ella heredaría posteriormente.

## El periodo de formación musical (hasta 1734)
Durante los primeros años de edad, la posición social y económica de su padre permitió que Joaquín cursase estudios musicales, probablemente en la Colegiata de Játiva, aunque hasta la fecha no existe soporte documental que avale la presencia de Joaquín ni como infantillo ni como miembro de la capilla en el periodo de 1714 a 1735. Pese a esta falta de documentación, resulta evidente la existencia de una relación directa de la familia del maestro con parientes suyos en Játiva, Enguera, la zona de la Ribera y Valencia, por lo que resulta bastante plausible la hipótesis de su presencia durante algún período de su formación en alguna de las capillas de esa zona. De esta manera, pudo adquirir la instrucción y sus primeros rudimentos musicales, pero un análisis formal de sus composiciones nos llevaría a eliminar alguna de las opciones y, cuanto menos, a hacernos dudar que alguno de los maestros de capilla de la colegiata que pudieron coincidir con él en su periodo de aprendizaje contribuyese a su formación; es el estilo compositivo que se da en las obras de Joaquín y no la falta de datos sobre su presencia en la Colegiata de Játiva lo que lleva a suponer que no debió de ser esa la institución elegida por Antonio García para formar a su hijo.
Las influencias extranjeras que se le atribuyen vienen definidas por su tratamiento de la melodía y la introducción de los recitativos y el aria en las piezas, así como el gusto en la introducción de nuevos instrumentos y la utilización de un lenguaje instrumental totalmente independiente de las voces o la composición de secciones a solo o a dúo con violines o flautas. Estos son los elementos que podemos identificar característicos del toque "italianizante". Estos detalles los podemos encontrar tanto en la obra de García de Antonio como en la del maestro José Pradas Gallén, organista de la Capilla de Algemesí y sucesor de Pere Rabassa como maestro de capilla de la Catedral de Valencia en 1728. Cronológicamente pudieron coincidir en el periodo formativo del maestro y de alguna manera él sí pudo, aparentemente, ser una influencia en el modo que tenía Joaquín García de abordar la composición de las piezas musicales, que le llevó a conformar ese estilo musical, tan acorde con la época, y que le permitió, junto a su juventud y a las perspectivas de renovación musical de la Capilla Musical de Santa Ana, de Las Palmas de Gran Canaria, que ofrecía él, ser contratado por designación directa para dirigirla.

## Joaquín García, maestro de capilla (1735-1779)
En 1734 se traslada a Madrid, probablemente como ayuda de clave o violonista, con los músicos de esta zona que acudían a la corte acompañando a las compañías teatrales de la época. En 1735, con 24 años, es contratado después de pasar el preceptivo examen de los “maestros de la Corte”, condición que impuso el cabildo como previa para que fuera aceptado.
A mediados del mes de marzo embarca desde Cádiz hacia Las Palmas, donde sustituye a Melchor Cabello Luque, que figura en la historia de la música española como fray Melchor de Montemayor y al que conocemos por el nombre de Diego Durón (hermano de Sebastián Durón). 
La introducción de Joaquín García en la sociedad y en el estamento musical canario no fue fácil, y menos aun cuando planteó unos nuevos modos que chocaron inicialmente con los instrumentistas y los cantores ya establecidos en la capilla. Esta oposición quedó como un conflicto larvado que le acompañó durante una gran parte de su trayectoria. Su perseverancia y la calidad de su obra permitieron pasar del asombro inicial al establecimiento de una escuela de músicos canarios que nacen a la sombra del magisterio de Joaquín García y de su sucesor como maestro de capilla mientras duró su enfermedad: Mateo Guerra.
Joaquín García se casó con Antonia Vélez de Osorio el 23 de agosto de 1739, y de ese matrimonio nacieron dos hijos: Fernando y Agustín García Vélez; este último fue capellán del Convento de San Agustín. 
Joaquín García de Antonio arrastró durante más de diez años las secuelas de un ataque de apoplejía que mermaron, con el tiempo, las facultades físicas del maestro. Falleció el 15 de septiembre de 1779 a los 69 años de edad, después de haber entregado 44 de servicio a la Capilla de Santa Ana en las Palmas de Gran Canaria.
No es casualidad que la mayor parte de producción de música de autores canarios se dé en la segunda mitad del XVIII, justo cuando comienza a fructificar el trabajo iniciado por Joaquín García, aunque según se trasluce del análisis de las actas capitulares y de los aspectos biográficos apuntados por Lothar Siemens, siempre pudo más su faceta de compositor que la de docente y que la de director musical. A su muerte y ante la reticencia de Mateo Guerra a continuar en el cargo, le sustituye el músico malagueño Francisco Torrens.

## La obra de Joaquín García (1735-1779)
Su obra comienza a divulgarse fuera del ámbito canario ya en el siglo XIX gracias a Agustín Millares Torres, alumno del maestro Baltasar Saldoni en el conservatorio de Madrid, quien en 1886 ya incluye una referencia de García en su libro Efemérides de músicos españoles en el siglo XIX. 
Por último, en el siglo XX, hemos conocido de la obra de Joaquín García de Antonio gracias a los trabajos de:
- Lola de la Torre de Trujillo, que ordenó, catalogó y estudió los fondos de la importante Capilla de Música de la Catedral de Las Palmas y que indexó un total de 569 obras, que abarcan, según indica Miquel Querol Gavalda, los siguientes ámbitos:

-54 obras en latín.
-279 villancicos al Santísimo.
-19 de Calenda.
-58 de Navidad.
-56 de Reyes.
-30 a la Ascensión.
-40 a Santa Ana.
-35 a la Asunción.
- Miguel Querol Gavalda, en su recopilatorio sobre música barroca española.

- Lothar Siemens Hernández: Musicólogo que ha transcrito y ha sacado a la luz parte de la obra de Joaquín García.

- La Fundación Juan March, que le ha dedicado un espacio en su ciclo El patrimonio Musical Español- 25 años de la Sociedad Española de Musicología.

En la actualidad algunos grupos de música barroca llevan obra del maestro en su repertorio habitual; entre ellos puede hacerse mención de los siguientes: 
- Zarabanda, que con la dirección de Álvaro Marías y dentro de la colección La Creación musical en Canarias grabaron un CD con el título Joaquín García –Anna 1710- Las Palmas de Gran Canaria 1779- Cantadas, villancicos y motetes con instrumentos.

- Estil concertant: Concierto ofrecido en diciembre del 2003 en el Palau de la Música de Valencia. Sobre un programa de tonadas, villancicos y cantadas.

- El grupo Camerata Clásica.

A lo largo de la extensa producción musical del maestro, encontramos obras que abarcan los siguientes géneros y formas musicales del barroco:
-Misas de diario.
-Misas solemnes.
-Villancicos de estilo tradicional.
-Villancicos cultos.
-Tonadas de corte español.
-Tonadas a una sola voz.
-Tonadas a dúo.
-Cantatas articuladas en recitativos, arias y finales graves.
-Obras plenamente instrumentales y de carácter más profano.
Puede decirse que Joaquín García modernizó la música de capilla introduciendo en sus composiciones los instrumentos en boga de la época; así, encontramos obras instrumentadas para violín, bajo continuo, oboe, e incluso en la última década de su vida se encuentran obras para clarinete.
Como lo define Juan Flores Fuentes, organista y licenciado en historia del arte, Joaquín García es «...uno de los más destacados músicos españoles del Barroco decadente italianizante imperante en las capillas musicales españolas en su transición al clasicismo moderado y aún muy influenciado por las antiguas formas modos de la música religiosa en España junto al aragonés afincado en Alicante Agustín Iranzo, Joseph de Nebra...»

## Villancicos y cantadas
De su producción musical se conocen (gracias al trabajo de investigación de Lothar Siemens Hernández):
Tonadas y Villancicos:
-Fuera fuera. Villancico tonada con violón al Santísimo Sacramento.
-Ay que pena. Tonada con instrumento al Santísimo Sacramento.
-Del aire del campo. Solo con violón. Compuesto para la Ascensión del Señor.
-Dejádmele dar. Villancico solo con oboes, al Santísimo Sacramento.
Cantadas:
-Tremendo Sacramento. Cantada sola con violón al Santísimo Sacramento.
-Oh Soberano Augusto Sacramento. Cantada sola con violines al Santísimo Sacramento.
-Cuantos el sol enciende, al Santísimo Sacramento.
-Asombroso milagro. Cantada sola con violines al Santísimo Sacramento.
-Oh Dios inmenso. Cantada sola con flautas al Santísimo Sacramento.
El trabajo de estudio y transcripción de la obra del maestro valenciano Joaquín García se limita en la actualidad a los trabajos llevados a cabo por:
-Miguel Querol Gavalda
-Lothar Siemens
-Rosario Álvarez Martínez
-Marisa Esparza
-Álvaro Marías
La obra publicada de Joaquín García no supera en la actualidad más allá de las 30 piezas, de las casi 600 obras catalogadas, no siendo ninguna de ellas pieza mayor, lo que representa un porcentaje muy escaso de obra transcrita o divulgada; este extremo abre unas perspectivas de trabajo enorme sobre la obra de un músico que abarca desde el barroco tardío hasta la transición al clasicismo. 